# Albéric O’Kelly de Galway
Albéric Ecuyer O’Kelly de Galway (* 17. Mai 1911 in Ruisbroek nahe Brüssel; † 3. Oktober 1980 in Brüssel) war ein belgischer Schachmeister und der 3. Fernschachweltmeister.

## Leben

### Abstammung
O’Kellys Vorfahren stammen aus Irland. 1720 wanderte ein Vorfahr, John O’Kelly, nach Lüttich aus. Dieser Vorfahr erhielt den erblichen belgischen Adelstitel Ecuyer (Stallmeister), den auch Albéric trug.

### Nahschach
|   | a | b | c | d | e | f | g | h |   |
| 8 |   |   |   |   |   |   |   |   | 8 |
| 7 |   |   |   |   |   |   |   |   | 7 |
| 6 |   |   |   |   |   |   |   |   | 6 |
| 5 |   |   |   |   |   |   |   |   | 5 |
| 4 |   |   |   |   |   |   |   |   | 4 |
| 3 |   |   |   |   |   |   |   |   | 3 |
| 2 |   |   |   |   |   |   |   |   | 2 |
| 1 |   |   |   |   |   |   |   |   | 1 |
|   | a | b | c | d | e | f | g | h |   |

O’Kelly erlernte das Schachspiel als 12-Jähriger. Als Schüler schloss er sich dem Brüsseler Schachklub L’Echiquire an, wo er regelmäßig mit den damaligen belgischen Spitzenspielern Frits van Seters, Paul Devos und Paul Limbos spielte. Seit den 1930er Jahren war O’Kelly für Jahrzehnte der führende belgische Schachmeister. Er wurde der erste Schachprofi in Westeuropa. Zwar lebte Akiba Rubinstein in Belgien, doch stellte dieser das Turnierspiel 1932 ein. Einzelne von mehr als hundert Freundschaftspartien O’Kellys mit Rubinstein haben sich erhalten. O’Kelly wurde 1937 erstmals Belgischer Meister (zusammen mit Paul Devos) und wiederholte diesen Erfolg noch zwölf Mal, nämlich 1938, 1942, 1943, 1944, 1946, 1947, 1951, 1952, 1953, 1956, 1957 und 1959 (zusammen mit Jozef Boey).
Er vertrat Belgien bei acht Schacholympiaden, und zwar 1937 in Stockholm, 1950 in Dubrovnik, 1954 in Amsterdam, 1956 in Moskau, 1960 in Leipzig, 1962 in Warna, 1966 in Havanna und 1968 in Lugano. Seine sportlich beste Phase hatte er von Mitte der 1940er Jahre bis Mitte der 1950er. 1946 gewann er in Beverwijk, 1947 gewann er das Zonenturnier in Hilversum, verzichtete allerdings auf die Teilnahme am Interzonenturnier Saltsjöbaden 1948. Weitere Turniersiege: São Paulo 1948, Dortmund 1951 vor Borislav Milić und Andrija Fuderer, Ostende 1956, Utrecht 1961, Málaga 1963 und 1967. In den Jahren 1954 bis 1956 gewann er je dreimal in Folge die Turniere in Dublin und Bognor Regis, wobei er von 49 Partien nur eine einzige verlor.
Der Weltschachbund FIDE verlieh O’Kelly 1950 den Titel Internationaler Meister und 1956 den Großmeistertitel.
Seit den 1960er Jahren nahm O’Kelly auch an den Mannschaftskämpfen in der BRD teil. Er wurde vom Mäzen der Solinger SG 1868, dem Industriellen Egon Evertz, für seine Mannschaft engagiert und trainierte seinen Arbeitgeber. Mit den Klingenstädtern gewann er mehrere Deutsche Meisterschaften sowie 1976 den European Club Cup.
O’Kellys beste historische Elo-Zahl betrug 2675 im Januar 1957.
Nach ihm ist das O’Kelly-System in der Sizilianischen Verteidigung benannt: 1. e2–e4 c7–c5 2. Sg1–f3 a7–a6.

### Fernschach
O’Kelly widmete sich seit 1937 auch dem Fernschach. Er gewann die Landesmeisterschaft Belgiens auch in dieser Disziplin wiederholt, nämlich 1942/43 und 1943/44. Beim zwischen 1959 und 1962 ausgespielten Dyckhoff-Gedenkturnier wurde er Zweiter (hinter Lothar Schmid). Bei der 3. Weltmeisterschaft, gespielt 1962 bis 1965, wurde er Sieger. Im Ragosin-Gedenkturnier belegte er 1966 Platz 2 hinter Horst Rittner.
Über das Fernschach sagte O’Kelly: Das Fernschach gibt die Möglichkeit, die meisten schachlichen Probleme fast unfehlbar zu lösen. Es ist somit nicht nur eine Kunst, sondern auch eine Wissenschaft! (zitiert nach: F. Baumbach: 52–54, stop: Fernschach. Berlin 1990)

### Schiedsrichter
Der polyglotte O’Kelly wurde 1962 von der FIDE zum Internationalen Schiedsrichter ernannt. Er leitete in dieser Funktion die Weltmeisterschaftskämpfe zwischen Tigran Petrosjan und Boris Spasski in den Jahren 1966 und 1969 und den Kandidatenfinalkampf 1974 zwischen Anatoli Karpow und Viktor Kortschnoi.

### Auszeichnungen
O’Kelly wurde für seine Erfolge im Schachspiel vom belgischen Königshaus mit der Goldenen Palme des Kronenordens ausgezeichnet.

### Tod
O’Kelly litt gegen sein Lebensende an Leukämie, die auch seine Todesursache wurde. Er wurde 1980, nachdem er die mexikanische Nationalmannschaft trainiert hatte, erkrankt in ein Krankenhaus in Mexiko-Stadt eingeliefert, von dort nach Brüssel überführt, wo er im Border Hospital verstarb.

## Werke
- Match Botvinnik-Smyslov. Ed. du Marais, Bruxelles 1957.
- 34mal Schachlogik. Verlag de Gruyter, Berlin 1964.
- Tigran Petrosjan, champion du monde. Ed. du Marais, Bruxelles 1964.
- The Sicilan flank game. Batsford, London 1969.
- Assess your chess fast. Batsford, London 1978. ISBN 0-7134-1056-6.
- Improve your chess fast. Batsford, London 1978. ISBN 0-7134-1054-X.